# Cordillera de Sama
Die Cordillera de Sama (auch Serranía de Sama) ist eine Bergregion im Departamento Tarija in Bolivien und zusammen mit der Cordillera de Lípez der südliche Teilabschnitt der bolivianischen Cordillera Central. Aus ihr entspringen zahlreiche Quellflüsse, die für die Trinkwasserversorgung der umgebenden Täler von zentraler Bedeutung sind, darunter auch diejenigen, welche den Hauptfluss der Stadt Tarija namens Río Nuevo Guadalquivir bilden.

## Lage
Die Cordillera de Sama erstreckt sich in nordsüdlicher Richtung westlich der Departamento-Hauptstadt Tarija in einer Länge von etwa 150 km und einer Breite von 20 bis 30 km. Die höchste Erhebung der Cordillera de Sama ist der Cerro Campanario mit einer Höhe von 4682 m ganz im Südwesten des Gebirgszuges. Der Gebirgszug schließt sich südlich an die Gebirgskette der Cordillera de Tajsara o Tarachaca an, erreicht aber nicht deren Höhe. Der Höhenzug erstreckt sich zwischen 21° 19' und 21° 58' südlicher Breite, und zwischen 64° 47' und 65° 02' westlicher Länge.
Westlich der Cordillera de Sama verlaufen jenseits der Pampa de Tajzara ebenfalls in Nord-Süd-Richtung die Höhenrücken der Serranía San Roque und der Cordillera de Mochara, weiter im Westen dann die Cordillera de Lípez. Im Osten der Cordillera erstrecken sich um die Stadt Tarija herum die Flussniederungen von Río Camacho, Río Pinos, Río San Andrés und Río Nuevo Guadalquivir.

## Klima
Das Klima der Bergregion ist je nach Höhenlage kalt bis gemäßigt, wobei es sich um ein typisches Tageszeitenklima handelt, bei dem die Temperaturschwankungen im Tagesverlauf deutlicher ausfallen als die Durchschnittswerte im Jahresverlauf. Die Jahresniederschläge variieren von semihumid bis perhumid mit jährlichen Werten zwischen 300 und 800 Millimetern. Die Regenzeit umfasst vor allem die Sommermonate von November bis März, der Rest des Jahres ist eher niederschlagsarm.

## Reserva Biológica Cordillera de Sama
Weite Teile der Cordillera de Sama gehören seit 1991 zum Schutzgebiet der Reserva Biológica Cordillera de Sama (RCBS), die mit einer Größe von 108.500 Hektar auch Teile der Pampa de Tajzara mit den Seen Laguna Grande und Laguna Tajzara umfasst, außerdem Teile des Tomayapo-Tales bei Iscayachi.